# Karl Sjöstrand
Karl Erik Sjöstrand, född 7 maj 1920 i Huskvarna församling, död 6 augusti 2008 i Bankeryds församling, var en svensk fotbollsspelare (vänsterback).
Sjöstrand kom från Husqvarna IF och representerade Jönköpings Södra IF i Allsvenskan mellan 1949 och 1953. Han gjorde sammanlagt 72 allsvenska matcher (inga mål) för klubben. Han spelade 1951 en A-landskamp (inga mål) för Sverige.